# 福爾克納鎮區 (北達科他州大福克斯縣)
福爾克納鎮區（英語：Falconer Township）是位於美國北達科他州大福克斯縣的一個鎮區。

## 地方資料
福爾克納鎮區的面積為32.40平方千米，當中陸地面積為32.05平方千米，而水域面積為0.35平方千米。根據2020年美國人口普查的數據，當地共有人口256人，而人口密度為每平方千米7.9人。